# Daso
Daso, eigentlich Daso Franke, (* 1981 in Pune, Indien; † 2. April 2018 in Berlin) war ein deutscher DJ und Musikproduzent in der elektronischen Musikszene.

## Leben

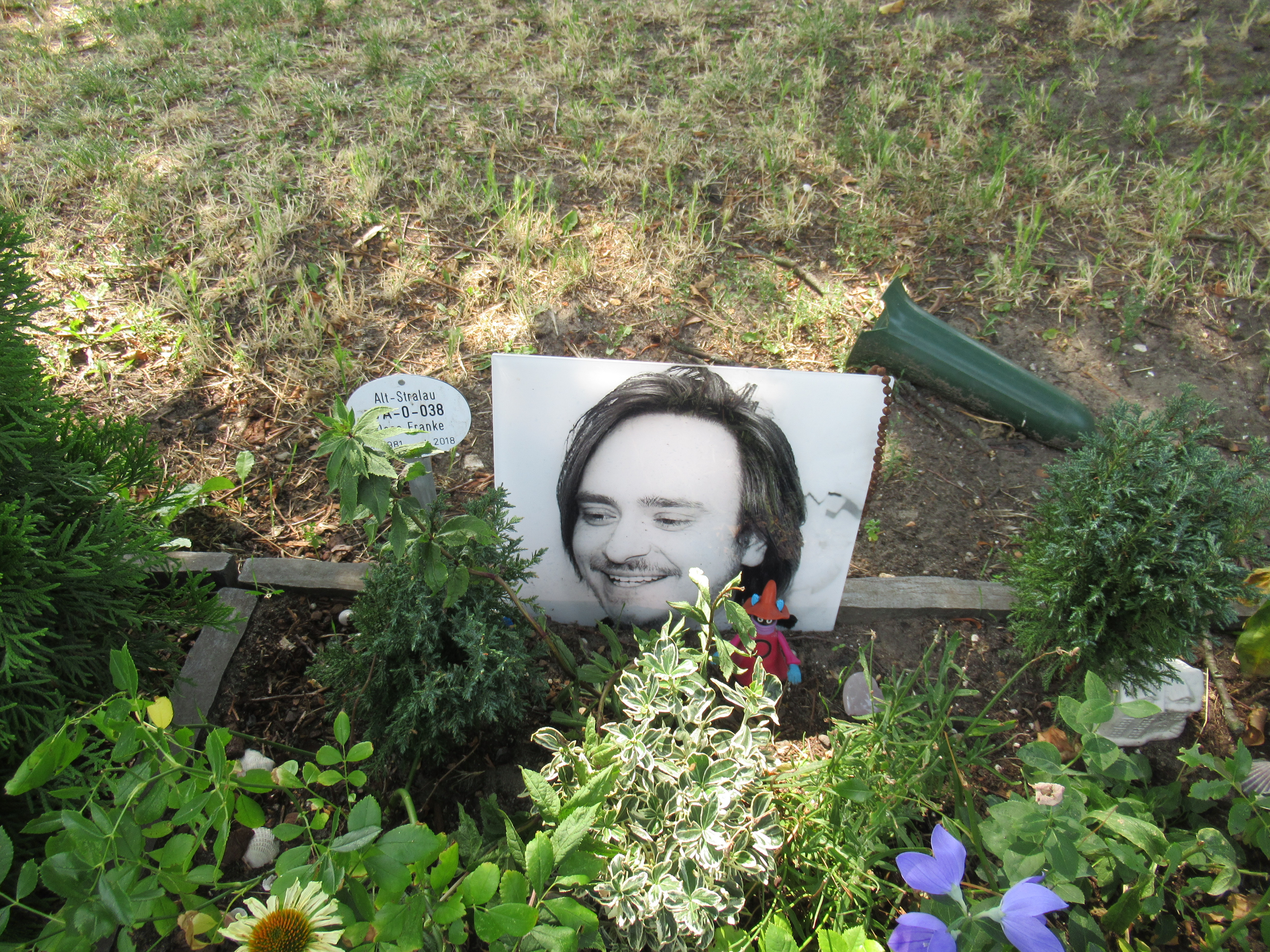
Daso Frankes Grab auf dem Friedhof Stralau (Grabstelle UA-O-038)

Daso wurde  in Indien geboren und wuchs in Hannover auf. Für sein Designstudium zog er 2003 nach Köln und kam mit der dortigen Musikszene in Kontakt.
Er schaffte es dort innerhalb kurzer Zeit, sich auf dem Sublabel MBF des Plattenlabels Traum einen Namen zu machen. Im Jahr 2005 begann auch seine Popularität als DJ zu steigen und somit konnte er in vielen Clubs national wie auch international auflegen. Darunter waren z. B. Tresor, Maria am Ostbahnhof und Arenaclub in Berlin, Romy S in Stuttgart, Tanzhaus West und U60311 in Frankfurt.
Daso arbeitete unter anderem mit Pawas und Juli Holz zusammen.
Am 2. April 2018 starb er in Berlin infolge einer Krebserkrankung.

## Musikstil
Schon in seiner Jugend war er mit vielen verschiedenen Musikstilen wie 1980er-Popmusik, Neue Deutsche Welle und New Wave konfrontiert. Auf Basis dieser Musikrichtungen und mit dem Sound aus Hannover und Köln entstand ein besonderer House- und Techno-Sound, der ihn bekannt gemacht hat.

## Diskografie
Singles und EPs
- Daybreak, My Best Friend, 2005
- Daybreak (Remixe), My Best Friend, 2006
- Adventure EP, Connaisseur Recordings, 2006
- Go Upstairs, My Best Friend, 2006
- Meine Idee EP, Spectral Sound, 2007
- Meindl* & Daso – Decades EP, Session Deluxe, 2007
- Absinthe EP, Connaisseur Recordings, 2007
- Numb, Connaisseur Supérieur, 2008
- Tinnitus, Connaisseur Recordings, 2008
- Daso & Franklin De Costa – Frank 'N Frank Trax, Outils Du Connaisseur, 2009
- I Am Over U, DoEasyRecords, 2009
- Daso vs. Ofrin – Time For Decisions (The Remixes), Connaisseur Recordings, 2010
- Why Try, Nsyde, 2010
- Juli Holz Feat. Daso – Winterabend, Stil Vor Talent, 2011

Alben
- Daso, 2019